# Ottoline Morrell

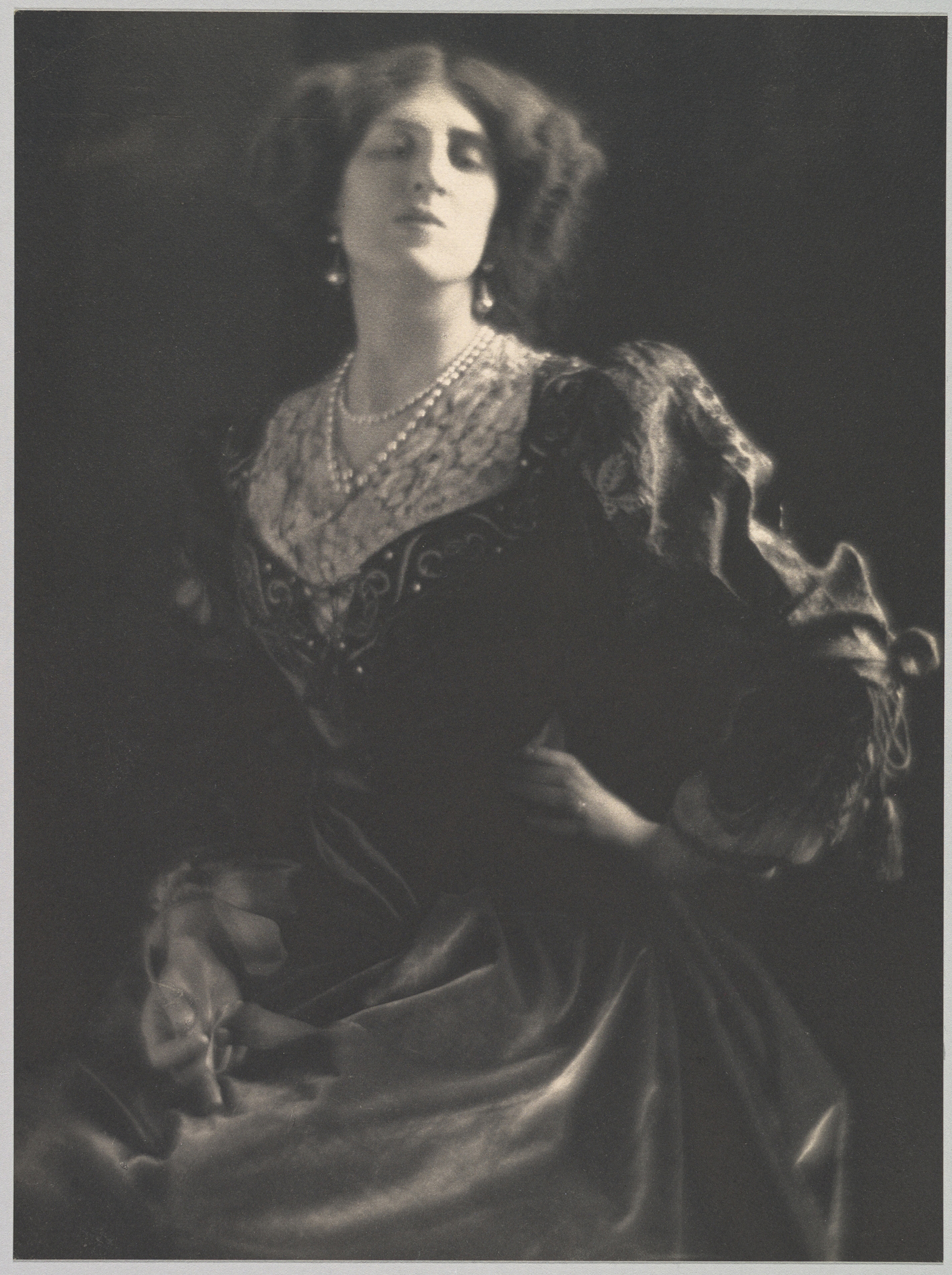
Retrato de Lady Ottoline Morrell por Adolf de Meyer, c. 1912

Lady Ottoline Violet Anne Morrell, nacida como Ottoline Violet Anne Cavendish-Bentinck, (Royal Tunbridge Wells, 16 de junio de 1873 – Londres, 21 de abril de 1938) fue una aristócrata inglesa y anfitriona de la sociedad. Su patrocinio fue muy influyente en círculos artísticos e intelectuales, donde se hizo amiga de escritores como Aldous Huxley, Siegfried Sassoon, T. S. Eliot y D. H. Lawrence, y de artistas como Mark Gertler, Dora Carrington y Gilbert Spencer. 

## Infancia
Nacida como Ottoline Violet Anne Cavendish-Bentinck, era hija del teniente general Arthur Cavendish-Bentinck (hijo de Lord y Lady Charles Bentinck) y su segunda esposa, la inicialmente conocida como Augusta Browne, para la que más tarde se creó el título de baronesa Bolsover. El tatarabuelo de Lady Ottoline (por la parte de su abuela paterna, Lady Charles Bentinck) fue mariscal de campo y el primer duque de Wellington. 
A Ottoline se le otorgó el rango de hija de un duque con el título de cortesía de "Dama" cuando su medio hermano William obtuvo (por sucesión) el Ducado de Portland en 1879, momento en el que la familia se mudó a la Abadía de Welbeck en Nottinghamshire. El ducado era un título que pertenecía a la familia Cavendish-Bentinck y que pasó a la rama de Lady Ottoline tras la muerte de su primo, el quinto duque de Portland, en diciembre de 1879. 
En 1899, Ottoline comenzó a estudiar economía política e historia romana como estudiante en el Somerville College de Oxford.

## Relaciones amorosas notables
Morrell tuvo varios amantes. Su primer romance fue con un hombre mayor, el médico y escritor Axel Munthe, pero ella rechazó su impulsiva propuesta de matrimonio porque sus creencias espirituales eran incompatibles con el ateísmo de Munthe. En febrero de 1902, se casó con el diputado Philip Morrell, con quien compartió una pasión por el arte y el interés en la política liberal. Tenían lo que ahora se conocería como un matrimonio abierto durante el resto de sus vidas.
Los asuntos extramatrimoniales de Philip produjeron varios hijos que fueron atendidos por su esposa, quien también luchó para ocultar la evidencia de la inestabilidad mental de Philip. Los Morrells mismos tuvieron dos hijos (gemelos): un hijo, Hugh, que murió en la infancia; y una hija, Julian, cuyo primer matrimonio fue con Victor Goodman y el segundo matrimonio fue con Igor Vinogradoff.
Morrell tuvo una larga aventura con el filósofo Bertrand Russell, con quien intercambió más de 3500 cartas. Es probable que entre sus amantes se encontraran los pintores Augustus John,[cita requerida]   y Henry Lamb, la artista Dora Carrington, el historiador de arte Roger Fry, y en sus últimos años tuvo un breve romance con un jardinero, Lionel Gomme, quien fue trabajó en Garsington. Su círculo de amigos incluía muchos autores, artistas, escultores y poetas. Su trabajo como mecenas fue duradero e influyente, especialmente en su contribución a la Sociedad de Arte Contemporáneo durante sus primeros años.

## Hospitalidad

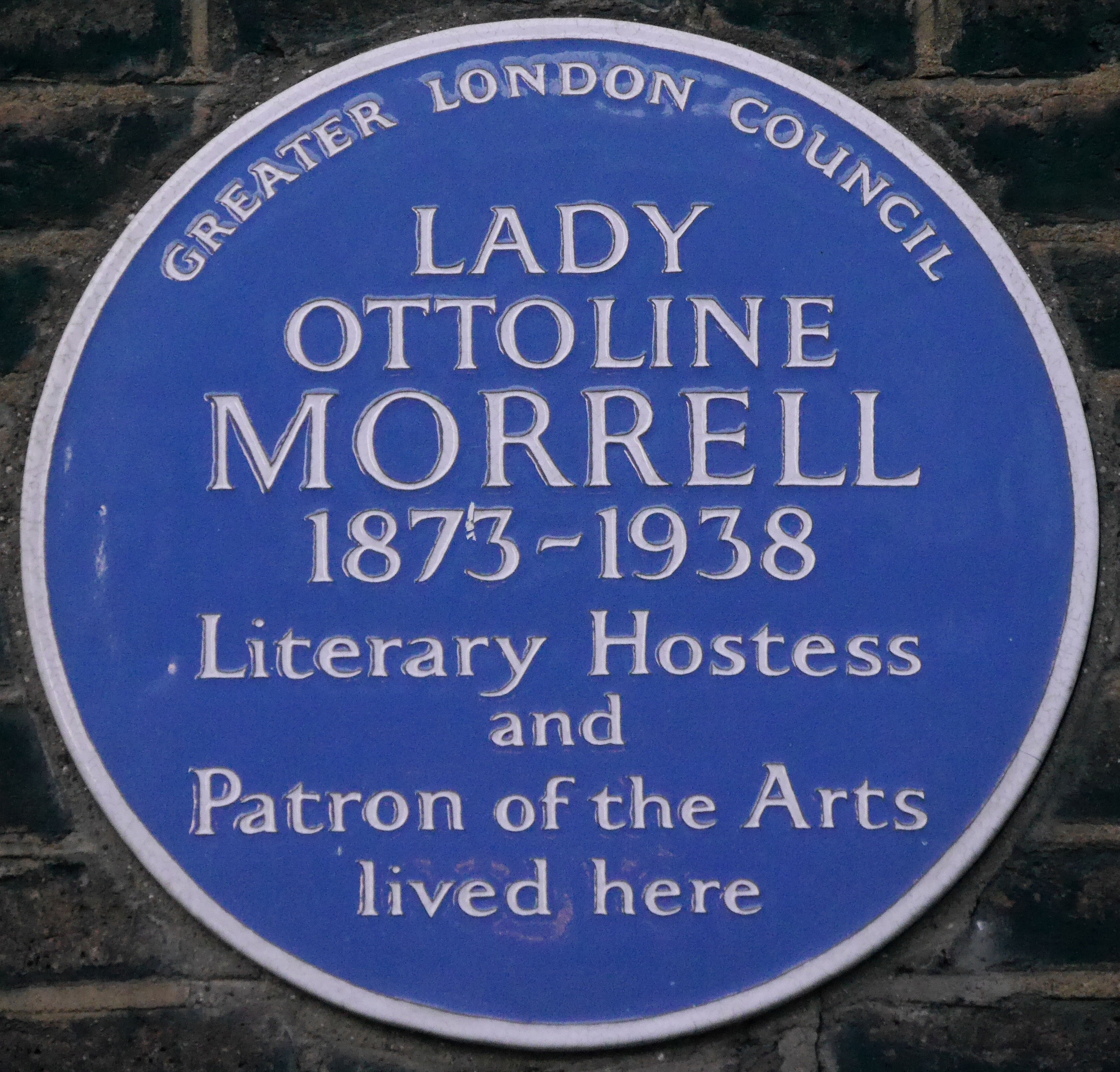
Placa azul, 10 Gower Street, Londres

Los Morrells mantuvieron una casa adosada en Bedford Square en Bloomsbury y restauraron Garsington Manor cerca de Oxford. Morrell se deleitó en abrir ambos como refugios para personas de ideas afines. 44 Bedford Square sirvió como su salón de Londres, mientras que Garsington proporcionó un retiro conveniente, lo suficientemente cerca de Londres para que muchos de sus amigos se unieran a ellos los fines de semana. Mostró gran interés por el trabajo de jóvenes artistas contemporáneos tales como Stanley Spencer, y fue buena amiga de Mark Gertler y Dora Carrington, visitantes habituales de Garsington durante la guerra. Gilbert Spencer vivió durante un tiempo en una casa en la finca Garsington. 
Durante la Primera Guerra Mundial, los Morrells fueron pacifistas. Invitaron a objetores de conciencia como Duncan Grant, Clive Bell y Lytton Strachey a refugiarse en Garsington. Siegfried Sassoon, que estuvo allí  recuperándose de una lesión, fue alentado a ausentarse sin permiso como protesta contra la guerra. 
La hospitalidad ofrecida por los Morrells fue tal que la mayoría de sus invitados no sospecharon que estaban pasando dificultades financieras. Muchos de ellos asumieron que Ottoline era una mujer rica, lo cual estaba muy lejos de la realidad, de modo que en 1927 los Morrells se vieron obligados a vender la casa señorial y sus bienes, y a mudarse a un barrio más modesto en Gower Street, Londres. En 1928 a Ottoline le diagnosticaron cáncer, lo que tuvo como consecuencia una larga hospitalización y la extracción de sus dientes inferiores y parte de su mandíbula.

## Vida posterior

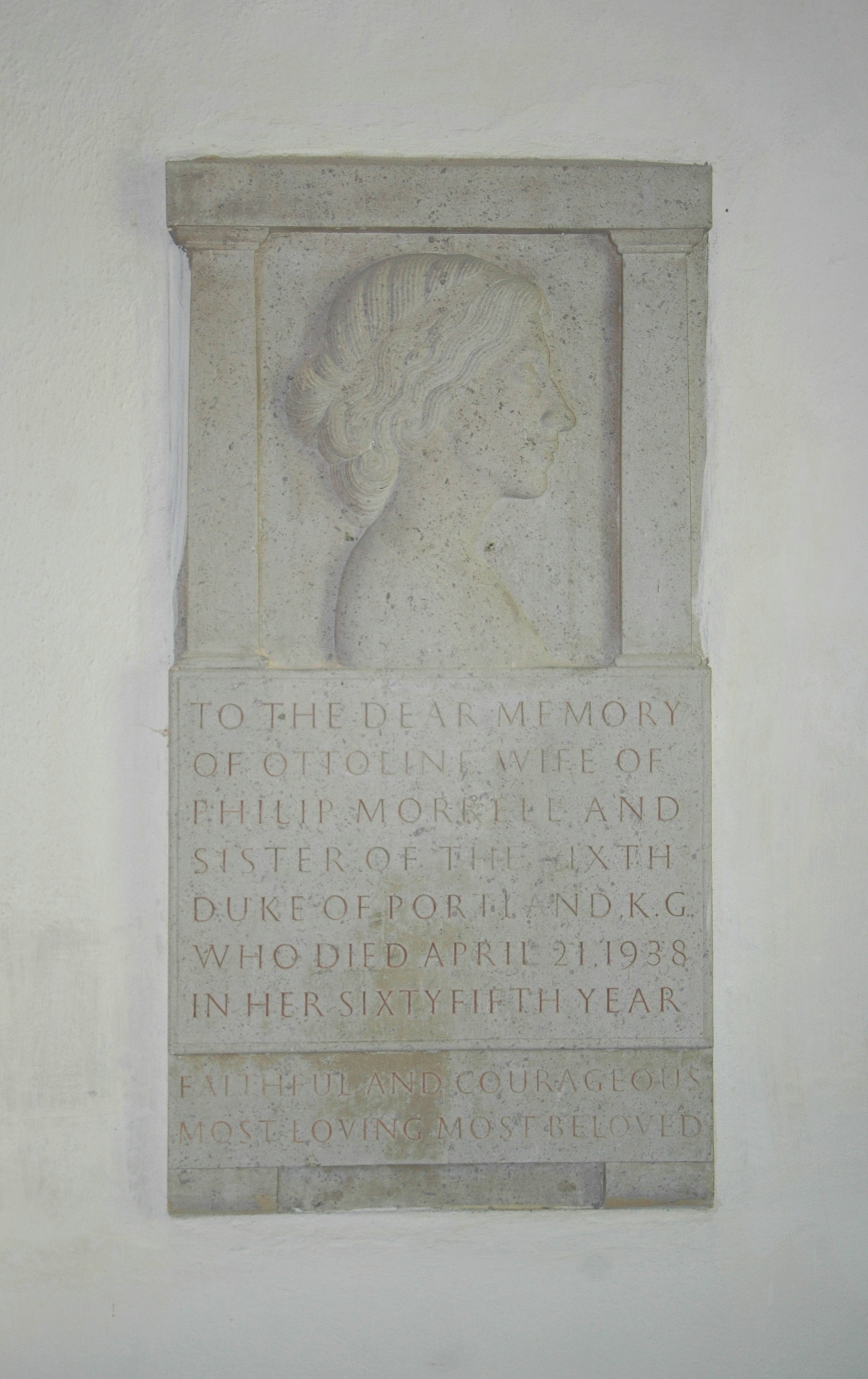
Monumento a Lady Ottoline Morrell por Eric Gill en la iglesia parroquial de Santa María, Garsington

Más tarde, Lady Ottoline se mantuvo como anfitriona habitual de los seguidores del Grupo Bloomsbury, en particular de Virginia Woolf, y de muchos otros artistas y autores, incluyendo a WB Yeats, LP Hartley, TS Eliot y una amistad duradera con el pintor galés Augustus John. Fue una influyente mecenas para muchos de ellos, y una amiga valiosa, que sin embargo atrajo burlas comprensibles, debido a su combinación de vestimenta excéntrica con modos de aristócrata, timidez extrema y una profunda fe religiosa que la diferenciaba de su tiempo. 
Su trabajo como decoradora, colorista y diseñadora de jardines sigue infravalorada, pero fue por su gran regalo para la amistad que la lloraron cuando murió en abril de 1938. Ella murió a causa de una droga experimental recetada por un médico. [cita requerida]
Henry Green el novelista, escribió a Philip Morrell sobre "el amor (de Lady Ottoline) por todas las cosas verdaderas y hermosas que tenía más que nadie... nadie puede saber el bien inconmensurable que hizo".
El monumento en su honor de la Iglesia de San Winifred, Holbeck fue tallado por Eric Gill. 

## Legado literario
Morrell escribió dos volúmenes de memorias, pero estas fueron editadas y revisadas después de su muerte, perdiendo parte de su encanto y gran parte de sus detalles íntimos en el proceso. También escribió diarios detallados durante un período de veinte años, que permanecen inéditos. Pero quizás el legado literario más interesante de Lady Ottoline es la gran cantidad de representaciones de ella que aparecen en la literatura del siglo XX. 
Ella fue la inspiración para la Sra. Bidlake en Aldous Huxley 's Point Counter Point, para Hermione Roddice en DH Lawrence 's Women in Love, para Lady Caroline Bury en Graham Greene 's It's a Battlefield y para Lady Sybilline Quarrell en Alan Bennett ' s Cuarenta años después. The Coming Back (1933), otra novela que la retrata, fue escrita por Constance Malleson, uno de los muchos rivales de Ottoline por el afecto de Bertrand Russell. Algunos críticos la consideran la inspiración para Lady Chatterley de Lawrence.
El roman à clef de Huxley, Crome Yellow, alude a la vida en Garsington, con una caricatura de Lady Ottoline Morrell por la que ella nunca le perdonó. En Confianza, un relato corto de Katherine Mansfield, retrata el "ingenio de Garsington" unos cuatro años antes de Crome Yellow, y con más ingenio que Huxley, según el biógrafo de Mansfield Antony Alpers. Publicado en el The New Age del 24 de mayo de 1917, no fue reimpreso hasta 1984 en la colección de cuentos de Alpers. Cinco jóvenes caballeros están discutiendo en el salón, observados por Isobel y Marigold: ¿No son hombres extraordinarios, dice Marigold?

## Retratos en las artes
Los retratos no literarios también son parte de este interesante legado.  Así, por ejemplo, las fotografías artísticas de Cecil Beaton, o los retratos de Henry Lamb, Duncan Grant, Augustus John y otros. Carolyn Heilbrun editó el libro "El álbum de Lady Ottoline" (1976), una colección de instantáneas y retratos de Morrell y de sus famosos contemporáneos, en su mayoría tomados por la propia Morrell. 
Aparece interpretada por Tilda Swinton en la película Wittgenstein de Derek Jarman y por Penélope Wilton en la película Carrington de Christopher Hampton. 

## Galería

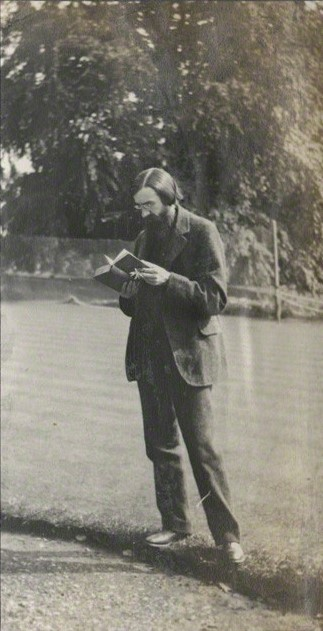
Lytton Strachey, 1911–12
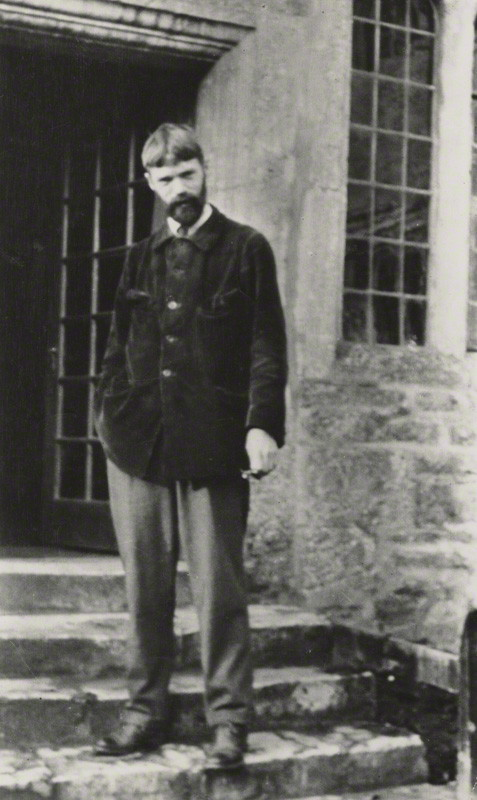
D.H. Lawrence, 1915
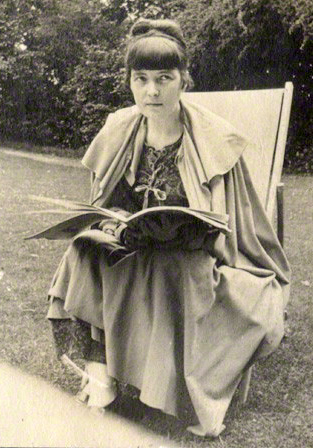
Katherine Mansfield, between 1916 and 1917
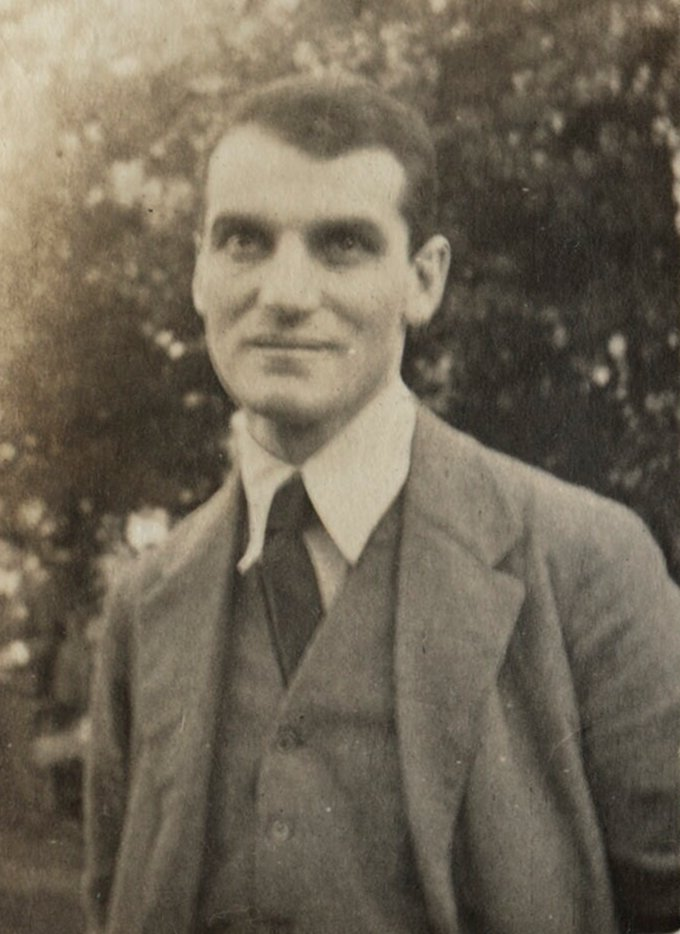
John Middleton Murry, 1917
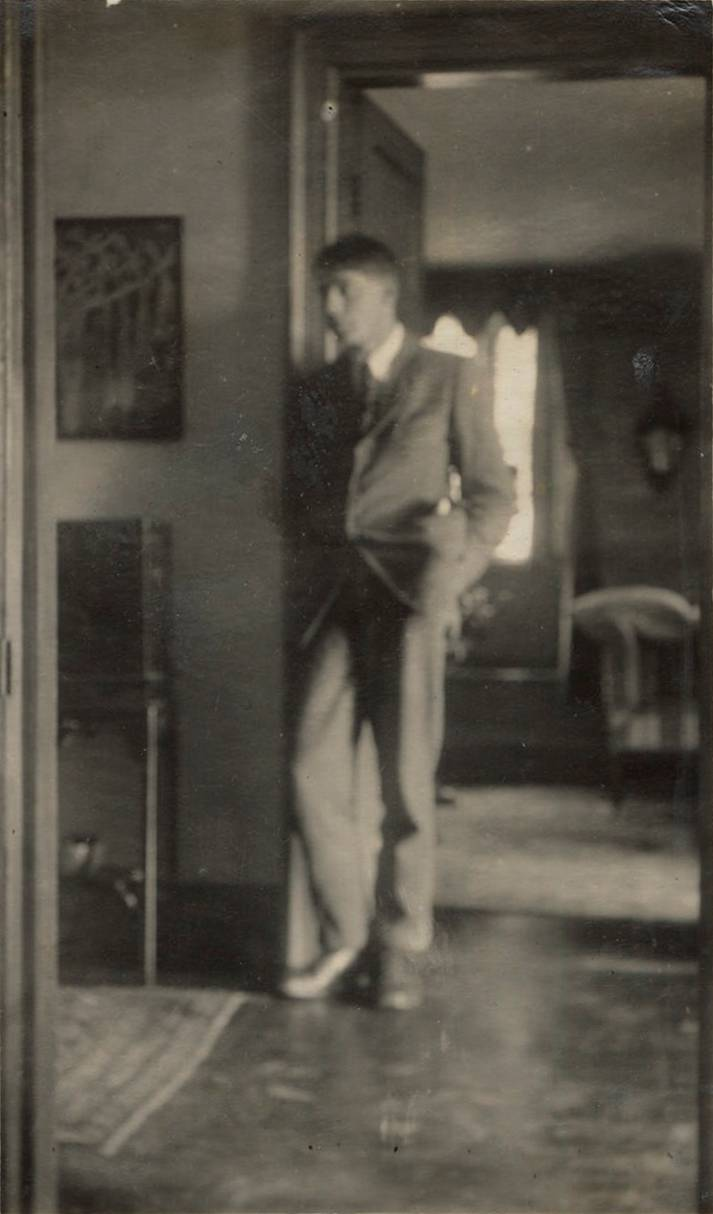
David Garnett, 1920
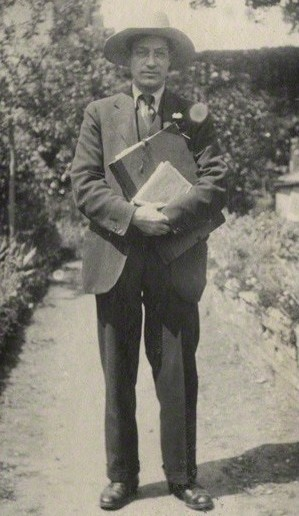
Duncan Grant, 1922
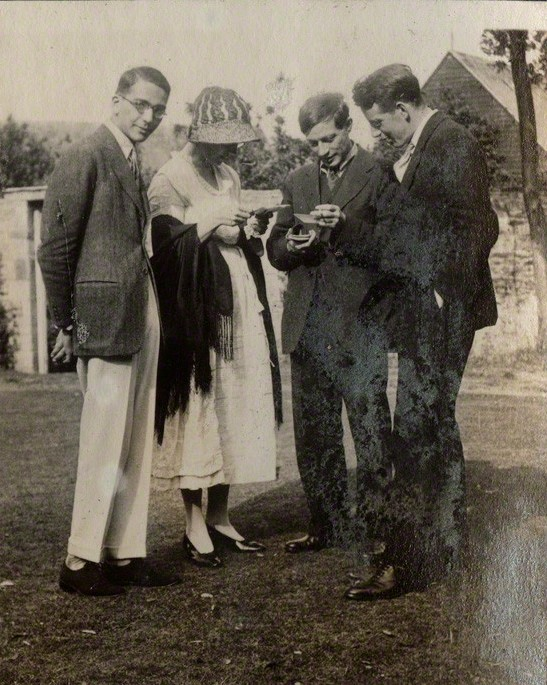
Jean de Menasce; Vanessa Bell (née Stephen); Duncan Grant; Eric Siepmann, 1922
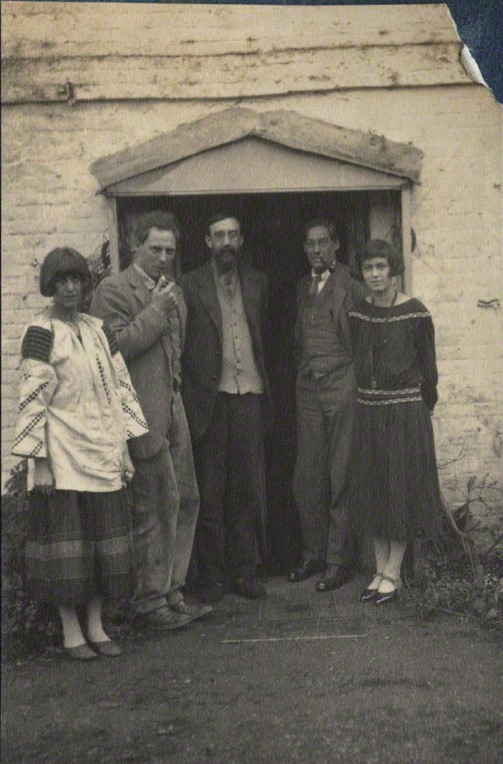
Dora Carrington; Ralph Partridge; Lytton Strachey; Oliver Strachey; Frances Partridge (née Marshall), 1923
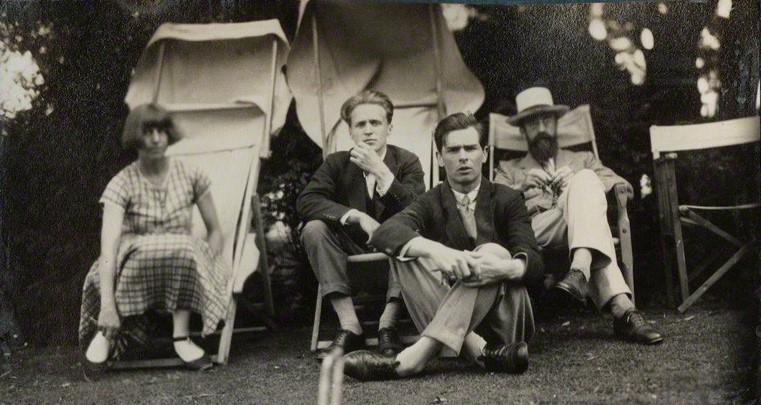
Dora Carrington; Stephen Tomlin; W. J. H. Sprott; Lytton Strachey, 1926

## Ascendencia
|  |                                                                                      |  |  |  |  |  |  |  |  |  |  |  |  |  |  |  |
|  | 16. William Bentinck, 2nd Duke of Portland                                           |  |  |  |  |  |  |  |  |  |  |  |  |  |  |  |
|  |                                                                                      |  |  |  |  |  |  |  |  |  |  |  |  |  |  |  |
|  |                                                                                      |  |  |  |  |  |  |  |  |  |  |  |  |  |  |  |
|  | 8. William Cavendish-Bentinck, 3rd Duke of Portland, Prime Minister of Great Britain |  |  |  |  |  |  |  |  |  |  |  |  |  |  |  |
|  |                                                                                      |  |  |  |  |  |  |  |  |  |  |  |  |  |  |  |
|  |                                                                                      |  |  |  |  |  |  |  |  |  |  |  |  |  |  |  |
|  | 17. Lady Margaret Cavendish Harley                                                   |  |  |  |  |  |  |  |  |  |  |  |  |  |  |  |
|  |                                                                                      |  |  |  |  |  |  |  |  |  |  |  |  |  |  |  |
|  |                                                                                      |  |  |  |  |  |  |  |  |  |  |  |  |  |  |  |
|  | 4. Lord Charles Cavendish-Bentinck                                                   |  |  |  |  |  |  |  |  |  |  |  |  |  |  |  |
|  |                                                                                      |  |  |  |  |  |  |  |  |  |  |  |  |  |  |  |
|  |                                                                                      |  |  |  |  |  |  |  |  |  |  |  |  |  |  |  |
|  | 18. William Cavendish, 4th Duke of Devonshire, Prime Minister of Great Britain       |  |  |  |  |  |  |  |  |  |  |  |  |  |  |  |
|  |                                                                                      |  |  |  |  |  |  |  |  |  |  |  |  |  |  |  |
|  |                                                                                      |  |  |  |  |  |  |  |  |  |  |  |  |  |  |  |
|  | 9. Lady Dorothy Cavendish                                                            |  |  |  |  |  |  |  |  |  |  |  |  |  |  |  |
|  |                                                                                      |  |  |  |  |  |  |  |  |  |  |  |  |  |  |  |
|  |                                                                                      |  |  |  |  |  |  |  |  |  |  |  |  |  |  |  |
|  | 19. Charlotte Boyle, 6th Baroness Clifford                                           |  |  |  |  |  |  |  |  |  |  |  |  |  |  |  |
|  |                                                                                      |  |  |  |  |  |  |  |  |  |  |  |  |  |  |  |
|  |                                                                                      |  |  |  |  |  |  |  |  |  |  |  |  |  |  |  |
|  | 2. Arthur Cavendish-Bentinck                                                         |  |  |  |  |  |  |  |  |  |  |  |  |  |  |  |
|  |                                                                                      |  |  |  |  |  |  |  |  |  |  |  |  |  |  |  |
|  |                                                                                      |  |  |  |  |  |  |  |  |  |  |  |  |  |  |  |
|  | 20. Garret Wesley, 1st Earl of Mornington                                            |  |  |  |  |  |  |  |  |  |  |  |  |  |  |  |
|  |                                                                                      |  |  |  |  |  |  |  |  |  |  |  |  |  |  |  |
|  |                                                                                      |  |  |  |  |  |  |  |  |  |  |  |  |  |  |  |
|  | 10. Richard Wellesley, 1st Marquess Wellesley                                        |  |  |  |  |  |  |  |  |  |  |  |  |  |  |  |
|  |                                                                                      |  |  |  |  |  |  |  |  |  |  |  |  |  |  |  |
|  |                                                                                      |  |  |  |  |  |  |  |  |  |  |  |  |  |  |  |
|  | 21. The Hon. Anne Hill-Trevor                                                        |  |  |  |  |  |  |  |  |  |  |  |  |  |  |  |
|  |                                                                                      |  |  |  |  |  |  |  |  |  |  |  |  |  |  |  |
|  |                                                                                      |  |  |  |  |  |  |  |  |  |  |  |  |  |  |  |
|  | 5. Lady Anne Wellesley                                                               |  |  |  |  |  |  |  |  |  |  |  |  |  |  |  |
|  |                                                                                      |  |  |  |  |  |  |  |  |  |  |  |  |  |  |  |
|  |                                                                                      |  |  |  |  |  |  |  |  |  |  |  |  |  |  |  |
|  | 22. Pierre Roland                                                                    |  |  |  |  |  |  |  |  |  |  |  |  |  |  |  |
|  |                                                                                      |  |  |  |  |  |  |  |  |  |  |  |  |  |  |  |
|  |                                                                                      |  |  |  |  |  |  |  |  |  |  |  |  |  |  |  |
|  | 11. Hyacinthe-Gabrielle Roland                                                       |  |  |  |  |  |  |  |  |  |  |  |  |  |  |  |
|  |                                                                                      |  |  |  |  |  |  |  |  |  |  |  |  |  |  |  |
|  |                                                                                      |  |  |  |  |  |  |  |  |  |  |  |  |  |  |  |
|  | 23. Hyacinthe Gabrielle Varis                                                        |  |  |  |  |  |  |  |  |  |  |  |  |  |  |  |
|  |                                                                                      |  |  |  |  |  |  |  |  |  |  |  |  |  |  |  |
|  |                                                                                      |  |  |  |  |  |  |  |  |  |  |  |  |  |  |  |
|  | 1. Lady Ottoline Morrell                                                             |  |  |  |  |  |  |  |  |  |  |  |  |  |  |  |
|  |                                                                                      |  |  |  |  |  |  |  |  |  |  |  |  |  |  |  |
|  |                                                                                      |  |  |  |  |  |  |  |  |  |  |  |  |  |  |  |
|  | 24. John Browne, 1st Baron Kilmaine                                                  |  |  |  |  |  |  |  |  |  |  |  |  |  |  |  |
|  |                                                                                      |  |  |  |  |  |  |  |  |  |  |  |  |  |  |  |
|  |                                                                                      |  |  |  |  |  |  |  |  |  |  |  |  |  |  |  |
|  | 12. James Browne, 2nd Baron Kilmaine                                                 |  |  |  |  |  |  |  |  |  |  |  |  |  |  |  |
|  |                                                                                      |  |  |  |  |  |  |  |  |  |  |  |  |  |  |  |
|  |                                                                                      |  |  |  |  |  |  |  |  |  |  |  |  |  |  |  |
|  | 25. Hon. Alice Caulfeild                                                             |  |  |  |  |  |  |  |  |  |  |  |  |  |  |  |
|  |                                                                                      |  |  |  |  |  |  |  |  |  |  |  |  |  |  |  |
|  |                                                                                      |  |  |  |  |  |  |  |  |  |  |  |  |  |  |  |
|  | 6. Very Rev. Hon. Montague Browne                                                    |  |  |  |  |  |  |  |  |  |  |  |  |  |  |  |
|  |                                                                                      |  |  |  |  |  |  |  |  |  |  |  |  |  |  |  |
|  |                                                                                      |  |  |  |  |  |  |  |  |  |  |  |  |  |  |  |
|  | 26. Sir Henry Cavendish, 2nd Baronet of Doveridge Hall                               |  |  |  |  |  |  |  |  |  |  |  |  |  |  |  |
|  |                                                                                      |  |  |  |  |  |  |  |  |  |  |  |  |  |  |  |
|  |                                                                                      |  |  |  |  |  |  |  |  |  |  |  |  |  |  |  |
|  | 13. Hon. Anne Cavendish                                                              |  |  |  |  |  |  |  |  |  |  |  |  |  |  |  |
|  |                                                                                      |  |  |  |  |  |  |  |  |  |  |  |  |  |  |  |
|  |                                                                                      |  |  |  |  |  |  |  |  |  |  |  |  |  |  |  |
|  | 27. Sarah Bradshaw, 1st Baroness Waterpark                                           |  |  |  |  |  |  |  |  |  |  |  |  |  |  |  |
|  |                                                                                      |  |  |  |  |  |  |  |  |  |  |  |  |  |  |  |
|  |                                                                                      |  |  |  |  |  |  |  |  |  |  |  |  |  |  |  |
|  | 3. Augusta Browne, 1st Baroness Bolsover                                             |  |  |  |  |  |  |  |  |  |  |  |  |  |  |  |
|  |                                                                                      |  |  |  |  |  |  |  |  |  |  |  |  |  |  |  |
|  |                                                                                      |  |  |  |  |  |  |  |  |  |  |  |  |  |  |  |
|  | 28. Redmond Morres                                                                   |  |  |  |  |  |  |  |  |  |  |  |  |  |  |  |
|  |                                                                                      |  |  |  |  |  |  |  |  |  |  |  |  |  |  |  |
|  |                                                                                      |  |  |  |  |  |  |  |  |  |  |  |  |  |  |  |
|  | 14. Lodge de Montmorency, 1st Viscount Frankfort de Montmorency                      |  |  |  |  |  |  |  |  |  |  |  |  |  |  |  |
|  |                                                                                      |  |  |  |  |  |  |  |  |  |  |  |  |  |  |  |
|  |                                                                                      |  |  |  |  |  |  |  |  |  |  |  |  |  |  |  |
|  | 29. Elizabeth Lodge                                                                  |  |  |  |  |  |  |  |  |  |  |  |  |  |  |  |
|  |                                                                                      |  |  |  |  |  |  |  |  |  |  |  |  |  |  |  |
|  |                                                                                      |  |  |  |  |  |  |  |  |  |  |  |  |  |  |  |
|  | 7. Hon. Catherine Penelope de Montmorency                                            |  |  |  |  |  |  |  |  |  |  |  |  |  |  |  |
|  |                                                                                      |  |  |  |  |  |  |  |  |  |  |  |  |  |  |  |
|  |                                                                                      |  |  |  |  |  |  |  |  |  |  |  |  |  |  |  |
|  | 30. George White                                                                     |  |  |  |  |  |  |  |  |  |  |  |  |  |  |  |
|  |                                                                                      |  |  |  |  |  |  |  |  |  |  |  |  |  |  |  |
|  |                                                                                      |  |  |  |  |  |  |  |  |  |  |  |  |  |  |  |
|  | 15. Catherine White                                                                  |  |  |  |  |  |  |  |  |  |  |  |  |  |  |  |
|  |                                                                                      |  |  |  |  |  |  |  |  |  |  |  |  |  |  |  |
|  |                                                                                      |  |  |  |  |  |  |  |  |  |  |  |  |  |  |  |